# Serenata (film 1927)
Serenata (Serenade) è un film muto del 1927 diretto da Harry d'Abbadie d'Arrast.

## Trama
A Vienna, il compositore Franz Rossi si innamora e sposa Gretchen, una semplice ragazza di umili natali. Il matrimonio, dapprima felice, comincia ad andare in crisi quando l'operetta di Franz ha un grande successo e lui comincia a trascurare la moglie per altre donne. Gretchen, che scopre l'infedeltà del marito in occasione della centocinquantesima rappresentazione dell'operetta, lo lascia. Solo allora Franz si rende conto di come sia legato alla moglie: la segue in albergo dove si riconcilia con lei.

## Produzione
Il film fu prodotto dalla Paramount Famous Lasky Corporation.

## Distribuzione
Distribuito dalla Paramount Pictures, il film - presentato da Jesse L. Lasky e da Adolph Zukor - uscì nelle sale cinematografiche USA il 24 dicembre 1927, dopo una prima tenuta a New York alcuni giorni prima, il 18 dicembre 1927.
Venne distribuito in diversi paesi: in Europa, uscì in Portogallo il 1º aprile 1929 con il titolo Serenata.